# Щукин, Руслан Юрьевич
Щукин Руслан Юрьевич (род. 19 марта 1985 года в В.Новгороде) — российский рок-музыкант, певец, автор, композитор, исполнитель. С 2006—2018 — солист группы «Земляне». В настоящий момент выступает как сольный артист.

## Биография
Руслан родился 19 марта 1985 года в городе Великий Новгород. Где учился в школах № 26 и № 23. С 13-ти лет пел в хоре. В 2000 году переехал в Санкт-Петербург, где и окончил школу.
В 2007 году окончил Санкт-Петербургское музыкальное училище имени М. П. Мусоргского, по специальности «эстрадно-джазовое пение».
С 2006—2018 был солистом группы «Земляне», Владимира Киселёва.
В 2013 г — вышел альбом гр. «Земляне» — «Лучшее и новое», в который вошла авторская песня «Свеча» .
25 декабря 2014 года награждён медалью ордена «За заслуги перед Отечеством» II степени.
21 апреля 2018 года стал Лауреатом премии «ШАНСОН ГОДА», за песню «Одиночество», на стихи М.Гуцериева.
В 2018 году решил уйти из группы «Земляне».
С 2019 года выступает как сольный артист.
Выпустил большое количество авторских песен, многие из которых звучат на различных радиостанциях и
интернет-площадках страны.

## Творчество
|                 | Музыка                       | Слова          |
| --------------- | ---------------------------- | -------------- |
| «О России петь» | Руслан Щукин, Александр Корн | И.Северянина   |
| «Родина»        | Руслан Щукин, Александр Корн | К.Симонова     |
| «Свеча»         | Руслан Щукин                 | Руслан Щукин   |
| «Мой Петербург» | Руслан Щукин                 | Александр Корн |
| «Кто ты такая»  | Руслан Щукин                 | Руслан Щукин   |
| «Я не устану»   | Руслан Щукин                 | Александр Корн |
| «Осколки»       | Руслан Щукин, Александр Корн | Александр Корн |

## Награды и премии
Медаль ордена «За заслуги перед Отечеством» II степени.
Лауреат премии Шансон года за песню «Одиночество» написанную Русланом Щукиным в соавторстве с Балакшиным Никитой, на слова Гуцериева Михаила.
Лауреат третей премии ФСБ России в номинации «Музыкальное искусство» 2019—2020.